# Latin rítusú katolikus egyház

JHS, YHS - Jézus nevének görög rövidítéséből származó monogramja, latinul „Iesus Hominum Salvator” azaz „Jézus, az emberek Üdvözítője”

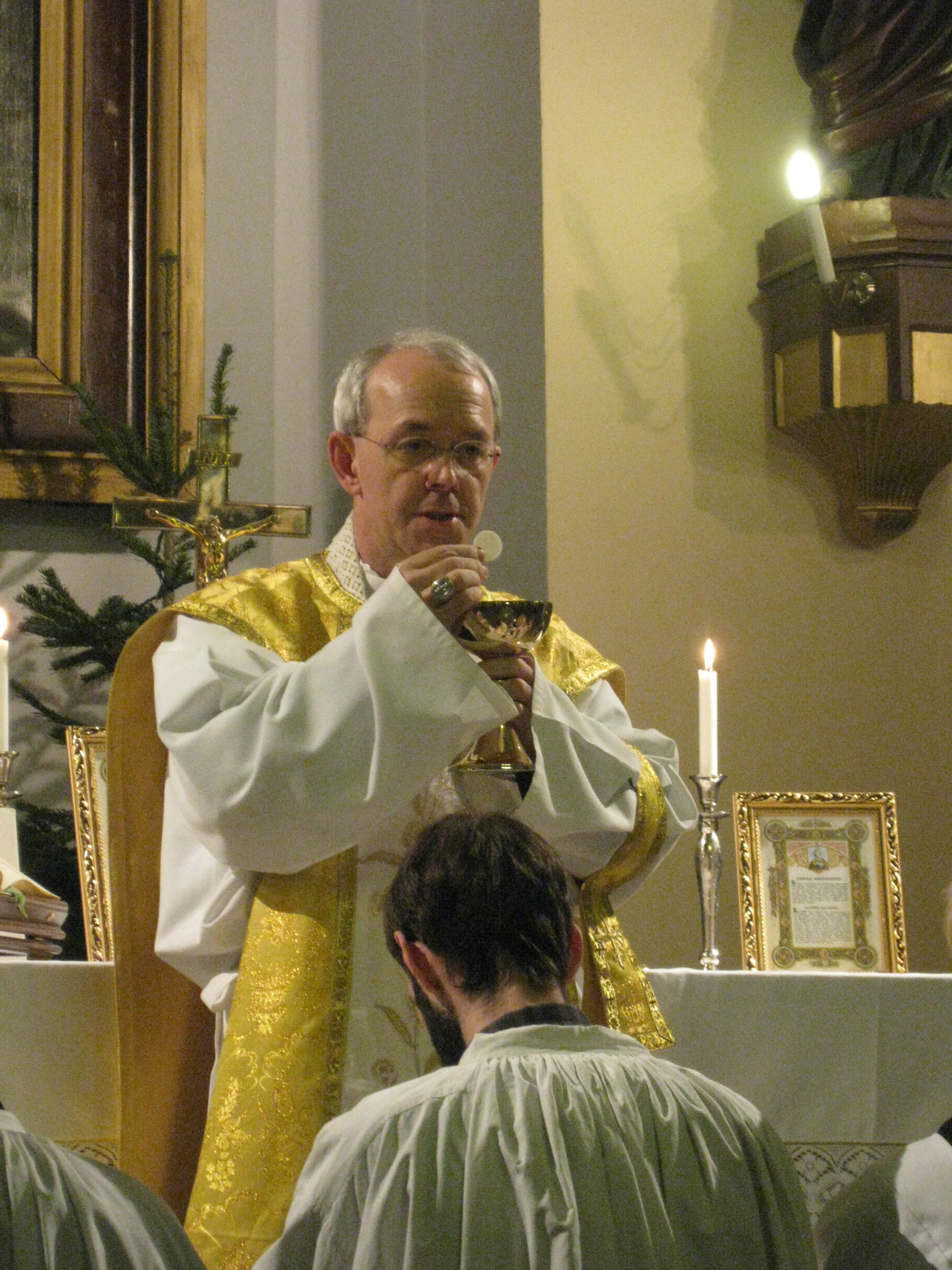
Úrfelmutatás egy katolikus szentmisén (Tallinn, Észtország)

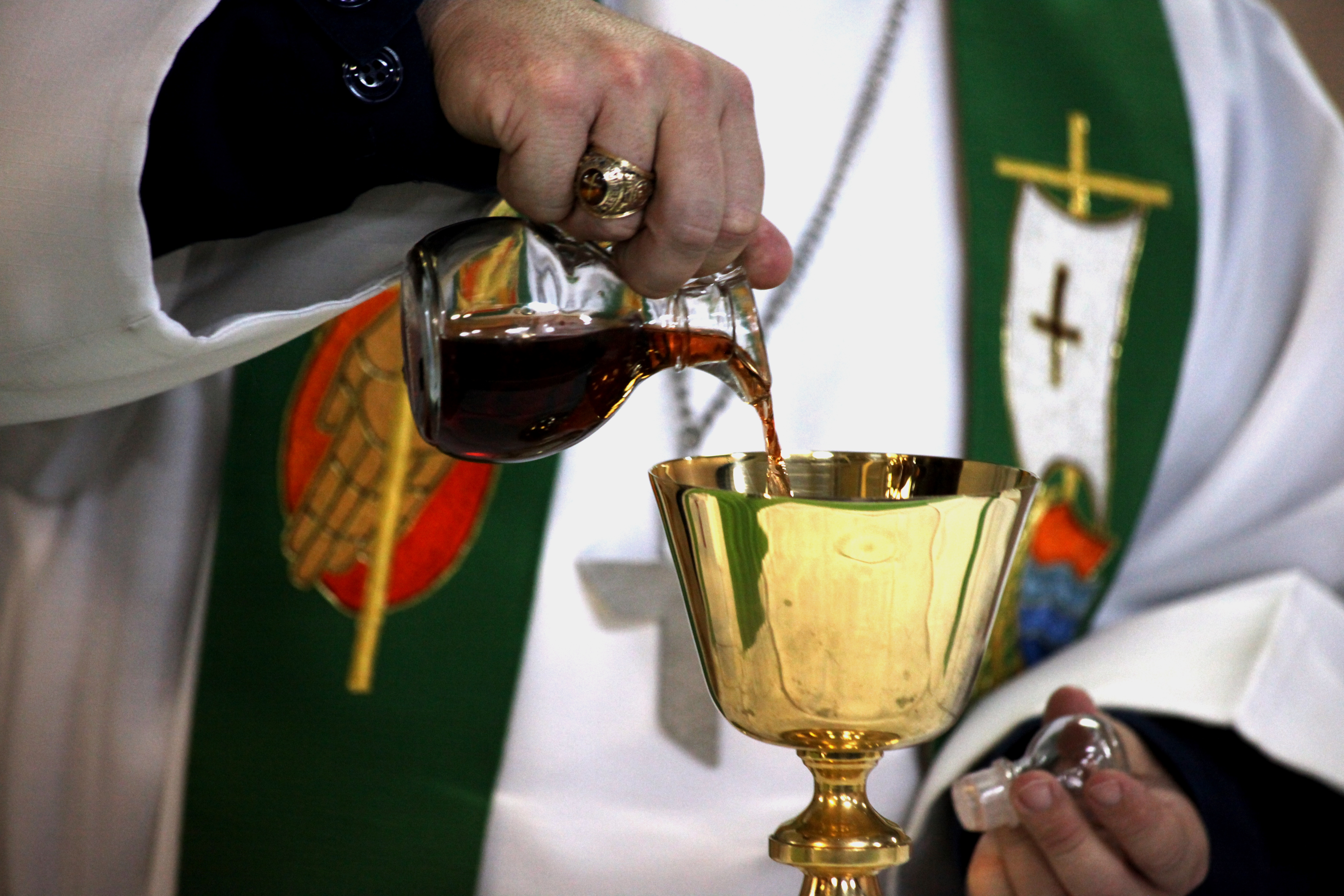
Az Eucharisztia ünneplésére szánt misebor (vinum sacrificii) kitöltése a misekancsóból (ampolna) a kehelybe (calix)

A latin rítusú katolikus egyház vagy „nyugati katolikus egyház” a római katolikus egyház nyugati autonóm részegyháza.
A latin rítusú katolikus részegyház  világszerte az úgynevezett római liturgiát követi. A köznyelvben a latin rítusú egyház híveit ezért általában a római katolikusok névvel jelölik.

## A nyugati liturgiák
A latin rítusú egyház története során több különböző liturgia alakult ki. Ezek közül a legrégebbi a római liturgia, amely lényegében két változatban: a katedrális (szekuláris) változatban (Róma patriarchális bazilikáinak ünnepélyes formája) és a bencés szerzetesi változatban él. Ma világszerte kizárólag ez (melyik, a bencés?) a liturgia van érvényben. Ezenkívül azonban a latin rítusban még létezett, illetve a középkori nagy egységesedés előtt egész nagy egyházi régiók liturgiáját határozta meg a kihalt beneventói (Dél-Olaszország), karthágói (Észak-Afrika), gallikán (Franciaország), kelta (Nagy-Britannia), valamint a még ma is élő lombardiai (Milánói főegyházmegye, régen egész Észak-Olaszország) és vizigót vagy mozarab (Toledói főegyházmegye, Spanyolország) liturgia.
Összefoglalva a nyugati, latin rítusú katolikus egyház a következő liturgiákat foglalja magába:
- Római liturgia (eredetileg Közép-Itália, ma világszerte)
- Lombardiai liturgia (Szent Ambrus féle liturgia, eredetileg Észak-Itália, ma a Milánói főegyházmegye)
- Vizigót liturgia (mozarab vagy hispán liturgia, eredetileg Hispánia, ma a Toledói főegyházmegye)
- Gallikán liturgia (eredetileg Gallia), kihalt
- Kelta liturgia (eredetileg Britannia), kihalt
- Beneventói liturgia (eredetileg Dél-Itália), kihalt
- Karthágói liturgia (eredetileg Észak-Afrika nyugati része), kihalt

## Területi egyházak
A latin rítusú katolikus részegyház további területi (nem autonóm) részegyházakra, püspökségekre tagolódik, amelyek országok szerint püspöki konferenciákat és az ezek által irányított területi egyházakat alkotnak. Az egyes országok püspöki konferenciái azonban nem önálló jogállású egyházak, nincs pátriárkájuk. A nyugati patriarchátusi cím és a prímási cím csak címzetes (kivétel a jeruzsálemi pátriárka és az esztergomi prímás). A latin rítusú egyház erősen centralizált, a területi egyházi szervezetek szigorú alárendeltségi viszonyban állnak a 2006-ig a Nyugat pátriárkája címet is viselő római pápával. (XVI. Benedek pápa ezt a címet levetette.)
- Római liturgiájú területi egyházak
Európa
  - Belga katolikus egyház
  - Bosznia-hercegovinai katolikus egyház
  - Cseh katolikus egyház
  - Francia katolikus egyház
  - Horvát katolikus egyház
  - Ír katolikus egyház
  - Lengyel katolikus egyház
  - Lett katolikus egyház
  - Litván katolikus egyház
  - Magyar katolikus egyház
  - Német katolikus egyház
  - Olasz katolikus egyház
  - Osztrák katolikus egyház
  - Portugál katolikus egyház
  - Romániai katolikus egyház[6]
    - Gyulafehérvári főegyházmegye – erdélyi katolikus egyház
      - nagyváradi római katolikus egyházmegye
      - Szatmári egyházmegye
      - Temesvári egyházmegye

    - Bukaresti főegyházmegye – román katolikus egyház
      - Jászvásári egyházmegye – moldvai katolikus egyház

  - Spanyol katolikus egyház
  - Szerbiai katolikus egyház
    - Belgrádi főegyházmegye
    - Nagybecskereki egyházmegye
    - Szabadkai egyházmegye

  - Szlovákiai katolikus egyház
  - Szlovén katolikus egyház
  - Ukrajnai katolikus egyház
    - Lembergi főegyházmegye
    - Munkácsi egyházmegye
- Egyéb liturgiájú területi egyházak
  - Milánói főegyházmegye (ambrozián (Szent Ambrus-féle) liturgia)
  - Toledói főegyházmegye (mozarab liturgia)